# 사천 백천사 대방광원각약소주경
사천 백천사 대방광원각약소주경(泗川 白泉寺 大方廣圓覺略疏註經)은 대한민국 경상남도 사천시, 백천사에 있는 불경이다. 2018년 12월 20일 경상남도의 유형문화재 제639호로 지정되었다.

## 지정 사유
｢대방광원각약소주경｣ 은 당대 승려 종밀이 주석한 ｢원각경｣주석서로, 고려시대 대각국사 의천(義天)에 의해 찬집된 교장(敎藏)에 해당된다.「사천 백천사 대방광원각약소주경」은 고려시대 인출된 송판 번각본이라는 점에서 서지적 가치를 지니고 있다. 본 경전의 원서는 4면이 1장으로 판각된 권자본 혹은 절첩본이며 이것을 다시 선장본으로 장정한 것으로 확인된다.
또한 서체 및 1면의 행자수를 고려하면 송대에 판각된 목판본을 복각한 것으로 추정되는 등 종합적인 상황을 고려하면 인출 시기가 13~14세기 경에 간행한 것으로 추정된다. 그리고 서문과 본문 주석에 ‘ㄱ’ 등의 고려시대 구결(口訣)이 확인되어 국어학적 가치도 높은 것으로 판단되는 귀중한 자료이므로 “경상남도 유형문화재”로 지정한다.

## 같이 보기
- 대방광원각략소주경 권상 - 보물 제893호, 아단문고 소장본

## 참고 문헌
- 사천 백천사 대방광원각약소주경 - 국가유산청 국가유산포털